# Istituto agrario di San Michele all'Adige

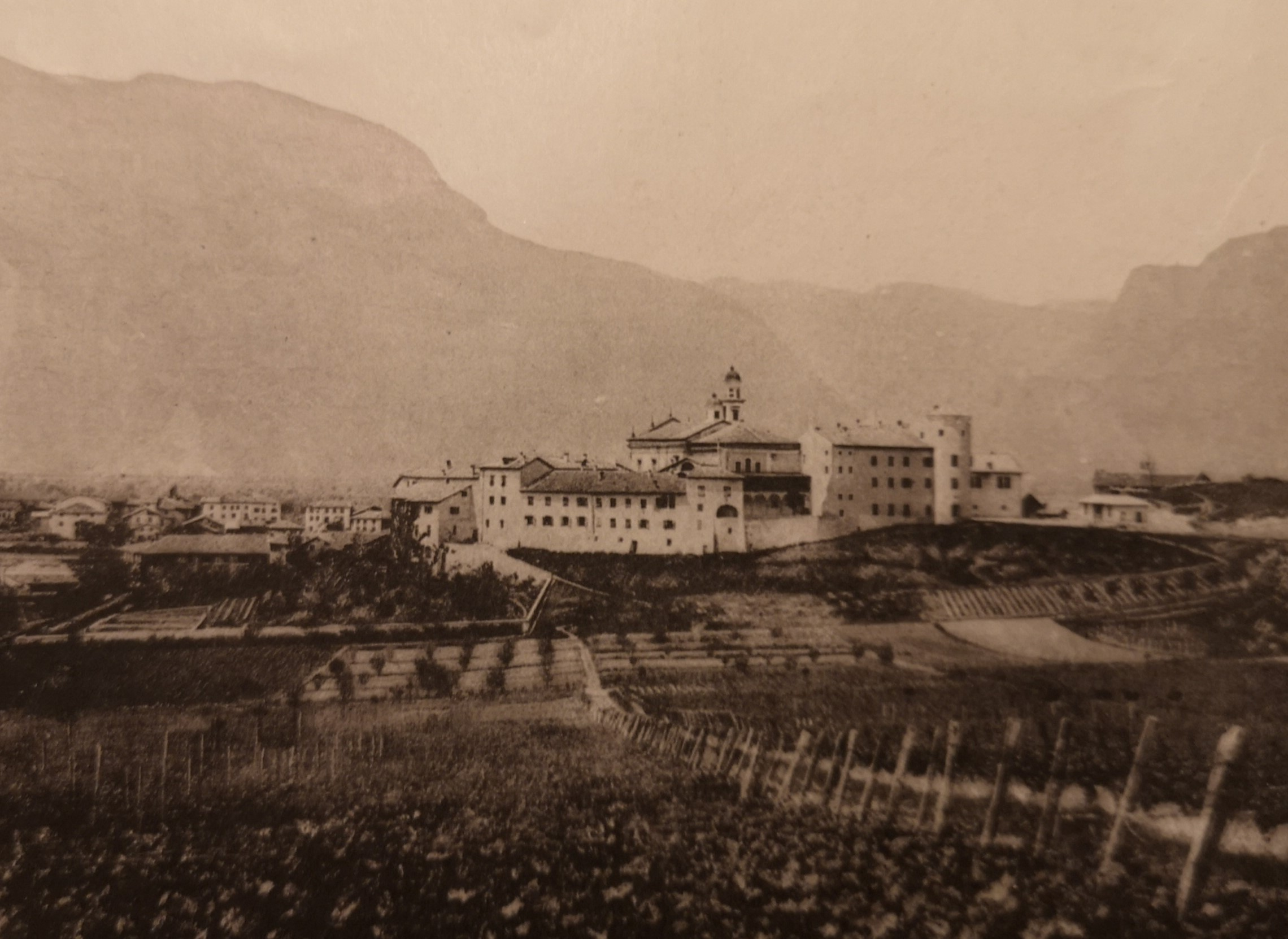
San Michele nel 1886, da sudest

L'Istituto agrario di San Michele all'Adige, in Trentino, è stato fondato dalla Dieta della regione austro-ungarica del Tirolo con sede a Innsbruck il 12 gennaio 1874, con lo scopo di promuovere l'agricoltura tirolese. Suo primo direttore fu Edmund Mach. Entrò a far parte del Regno d'Italia nel 1919, fu retto da un Consorzio fra lo Stato e la Provincia di Trento dal 1926 fino al 1988 e dal 1990 è ritornato all'originaria unità di funzioni, grazie all'articolazione nei due Centri, scolastico e sperimentale. Fa oggi parte della Fondazione Edmund Mach.

## Storia

### 1860-1874: il dibattito sul progetto dell'Istituto agrario
Alla fine dell'Ottocento il Tirolo si estende a cavallo delle Alpi, una contea che già nel 1363 è passata sotto gli Asburgo, formata dai due principati vescovili di Trento e Bressanone, attribuiti formalmente e definitivamente nel 1815 con l'Atto finale del Congresso di Vienna (seppur nei secoli precedenti furono sempre soggetti, più o meno marcatamente a Vienna). Quando l'Impero d'Austria riacquista quei territori, dopo i cambiamenti portati dall'epoca napoleonica, con l'intermezzo della dominazione bavarese su Innsbruck, Bolzano e Trento, e li unifica nella Principesca Contea del Tirolo, deve riconoscere, e in parte riconfermare, i loro antichi poteri autonomi.
Il Trentino italiano è legato amministrativamente al Tirolo e soggetto alla sovranità austriaca, ma esso ravvisa in un'autonomia provinciale separata lo strumento idoneo alla difesa dei propri diritti e interessi. La resistenza maggiore nel concedere al Trentino un'autonomia separata rispetto al Tirolo viene dalla Dieta di Innsbruck. In essa i deputati di lingua italiana sono una minoranza. Molte volte la loro voce riesce a farsi sentire attraverso l'ostruzionismo e l'astensione dai lavori delle Diete. Sul piano internazionale i problemi di carattere politico sono diversi: nel 1859 la Lombardia, dopo la seconda guerra d'indipendenza, è passata all'Italia e così è successo al Veneto nel 1866. Il Tirolo interrompe quindi i rapporti economici e commerciali con queste zone. Già nel 1871 è documentato un fenomeno di recessione dell'economia Trentina: i dazi di importazione di prodotti forniti dal Trentino colpiscono duramente le già modeste industrie della regione.
In questo clima si apre attorno agli anni Sessanta-Settanta un fervido dibattito per costruire nel Tirolo meridionale un istituto agrario che sia scuola e area di sperimentazione con il fine di promuovere e migliorare l'agricoltura. Ben presto si individua nell'ex convento agostiniano di San Michele all'Adige (e nei suoi annessi terreni ed edifici) il luogo adatto per questa operazione. L'area è ritenuta ideale anche per la posizione geografica, a metà del Tirolo, e per la possibilità di valorizzare più le colture visto il clima mite. Già nel 1864 il dottor Morl, un deputato alla Dieta, insiste per San Michele ma, per problemi di politica estera (la guerra dell'Austria contro la Prussia), il dibattito subisce una battuta di arresto. È ripreso nel 1869, nella Dieta del 23 ottobre, quando vengono reperiti i fondi per l'acquisto e viene data l'approvazione al progetto. Nella seduta della Dieta regionale Tirolese di Innsbruck del 12 gennaio 1874 si delibera di costruire a San Michele una scuola agraria con annessa una stazione sperimentale.
Inizialmente l'Istituto agrario di San Michele presenta tre sezioni distinte ma non separate: l'istruzione teorico-pratica, l'azienda agricola e la stazione sperimentale.

### L'Ottocento

#### La scuola
Il primo anno scolastico prende avvio l'11 novembre 1874. L'Istituto offre un corso biennale al quale possono accedere i giovani che abbiano frequentato le scuole popolari con buon profitto. Gli studenti, con un'età minima di 16 anni, si dividono in esterni e interni. Questi ultimi alloggiano nell'Istituto. Per aiutare le famiglie in difficoltà economica vengono assegnate numerose borse di studio. Le materie insegnate nel primo anno sono le seguenti: religione, zoologia, composizione, matematica, geometria, geografia, scienze naturali, calligrafia, botanica, mineralogia, agronomia, orticoltura, frutticoltura, selvicoltura, pomologia e bilanci e calcolo degli interessi. In aggiunta nel secondo anno si insegnano chimica agraria, zootecnia, veterinaria, viticoltura, enologia, apicoltura, caseificazione, economia, economia rurale e agrimensura. Tutte le materie sono insegnate sia in italiano che in tedesco. Nella medesima ora, dunque, l'insegnante impartisce la lezione in entrambe le lingue, dato che non sono presenti abbastanza docenti per insegnare nelle due lingue separatamente.
La vita scolastica è impegnativa: gli alunni interni hanno la sveglia alle 5, fanno colazione e poi assistono alla Messa. Alle 6 iniziano le lezioni, che durano fino alle 11, quando si pranza. Il pomeriggio è dedicato alle ore di esercitazioni pratiche in campagna o in laboratorio e ai lavori in azienda e nei terreni riservati. Alle ore 19 si cena. Di appoggio alla scuola, ma non solo, è presente anche una fornita biblioteca con quasi 1500 volumi, per la maggior parte di agraria. Nei mesi invernali una volta alla settimana si tengono conferenze di informazione o approfondimento. Sono previsti anche momenti ricreativi per gli alunni come il tiro al bersaglio, le esercitazioni con i pompieri e il gioco dei birilli a Maso Togn. In poco tempo all'Istituto iniziano ad arrivare studenti dalla Germania, dall'Austria e da altri luoghi.
La maggior attenzione e gli studi più approfonditi sono rivolti al mondo della viticoltura e dell'enologia.

#### L'azienda

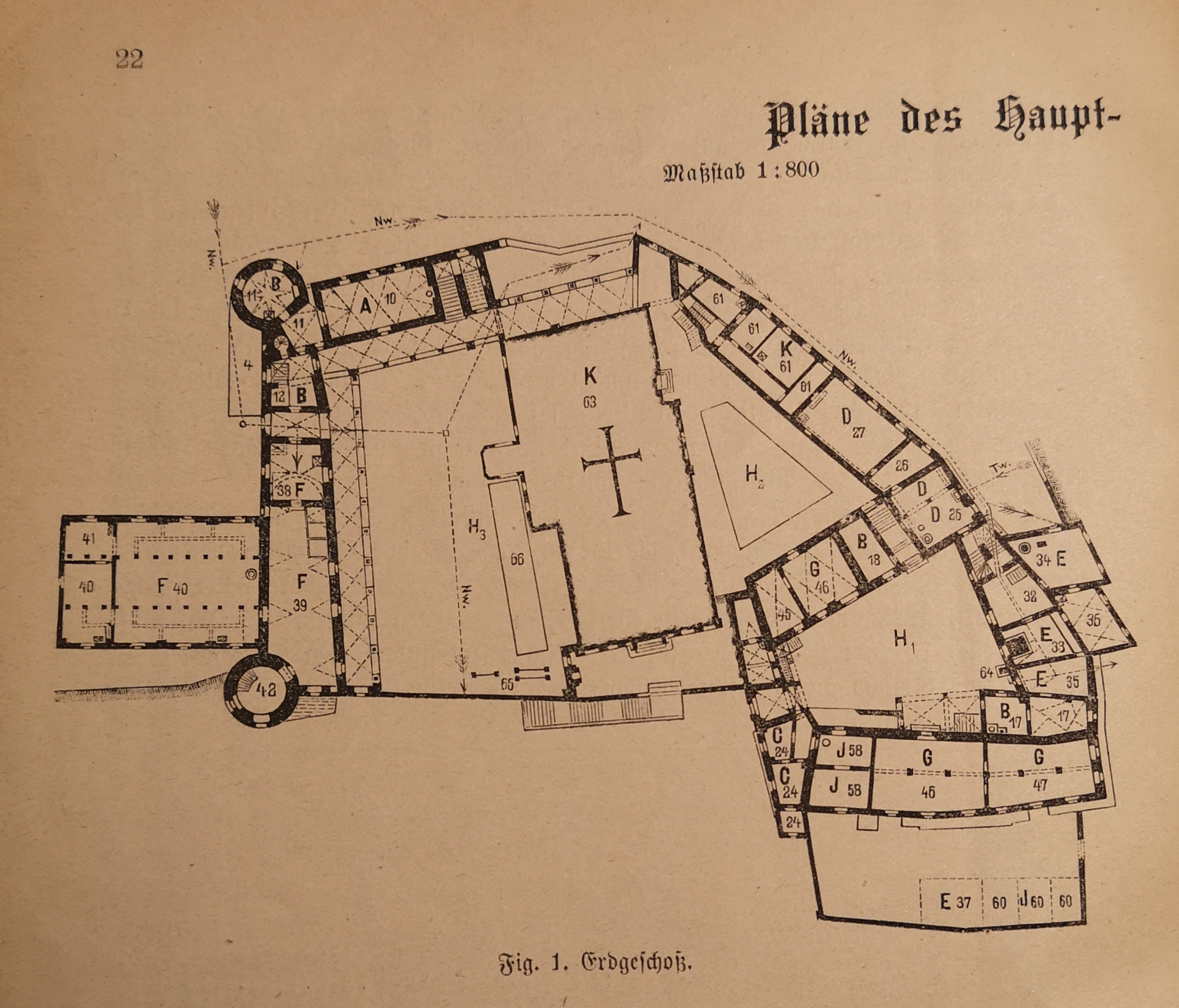
Pianta del complesso di San Michele del 1899, pianterreno

Tutto il complesso si può suddividere in due parti, il fabbricato principale e l'azienda agricola.
Il fabbricato principale, nonché l'ex monastero agostiniano, si estende per circa 5.000 m² ed è costituito da 135 locali. Nel suo interno vi sono:
- Tre cortili.
- Una stalla.
- Una latteria-caseificio: eretta nel 1887, che produce diversi tipi di formaggi con latte proveniente dalla stalla o da allevatori esterni.
- Una cantina: ampliata nel '79, scavando della roccia. Vi si ottengono vini rossi quali Teroldego, Merlot, Cabernet e vini bianchi.
- Una distilleria e un laboratorio da bottaio situati vicino alla cantina.

L'azienda agricola si estende per 120 ettari, attorno all'Istituto ma anche negli attuali comuni di Mezzocorona, Lavis e Giovo.
Comprende:
- Orti in cui si coltivano verdure per la cucina, alberi e arbusti utili per l'erbario degli studenti e un'ulteriore zona sperimentale. Un orto è per la coltivazione di marze per il vivaio e per le prove sulle varietà. In esso si trovano 150 qualità di mele, 150 di pere, 30 susini, prugni e albicocchi, 19 peschi, 18 ciliegi, piccoli frutti e anche salice da vimini.
- Impianto di alberi nani.
- Impianto di alberi ad alto fusto, principalmente meli, peri, prugni e ciliegi.
- Vivaio: (4,7 ettari) consente agli studenti di imparare la coltivazione degli alberi da frutto, oltre che alla produzione di piantine.
- Vigneti: (14,5 ettari) vengono coltivate varietà d'Italia, Germania, Francia e Austro-Ungheria.
- Campi e prati: (11 ettari) si coltivano cereali (mais, frumento, segale ed avena).
- Bosco: (25 ettari) circonda l'Istituto nella parte a ovest. È un bosco di alberi cedui e soprattutto di querce, frassini, carpini e sorbi.
- Ischia “Giaroni”: (18 ettari) zona originariamente soggetta ad alluvioni quindi paludosa, poi trasformata in bosco con pioppi, ontani da cui trarre legname e vimini per ottenere legacci. Dopo la regolazione dell'Adige vi si è ricavato un pezzo di terreno per coltivare viti americane per gli innesti.
- Palude: (9 ettari) fra Mezzocorona e Salorno, da cui si ricava lo strame per la stalla.
- Maso montano “Maso Togn”: (oltre 17 ettari, sopra Faedo), da cui si ottengono tagli per il fieno.
- Malga “Monte Alto”: (16 ettari) sopra al maso. Vi pascolano 25 capi, dispone di una stalla e di una casa per allevatori.
- Il podere di “ra-Binnenland” che si estende per 26 ettari con una stalla e una casa.

#### Il primo direttore, Edmund Mach

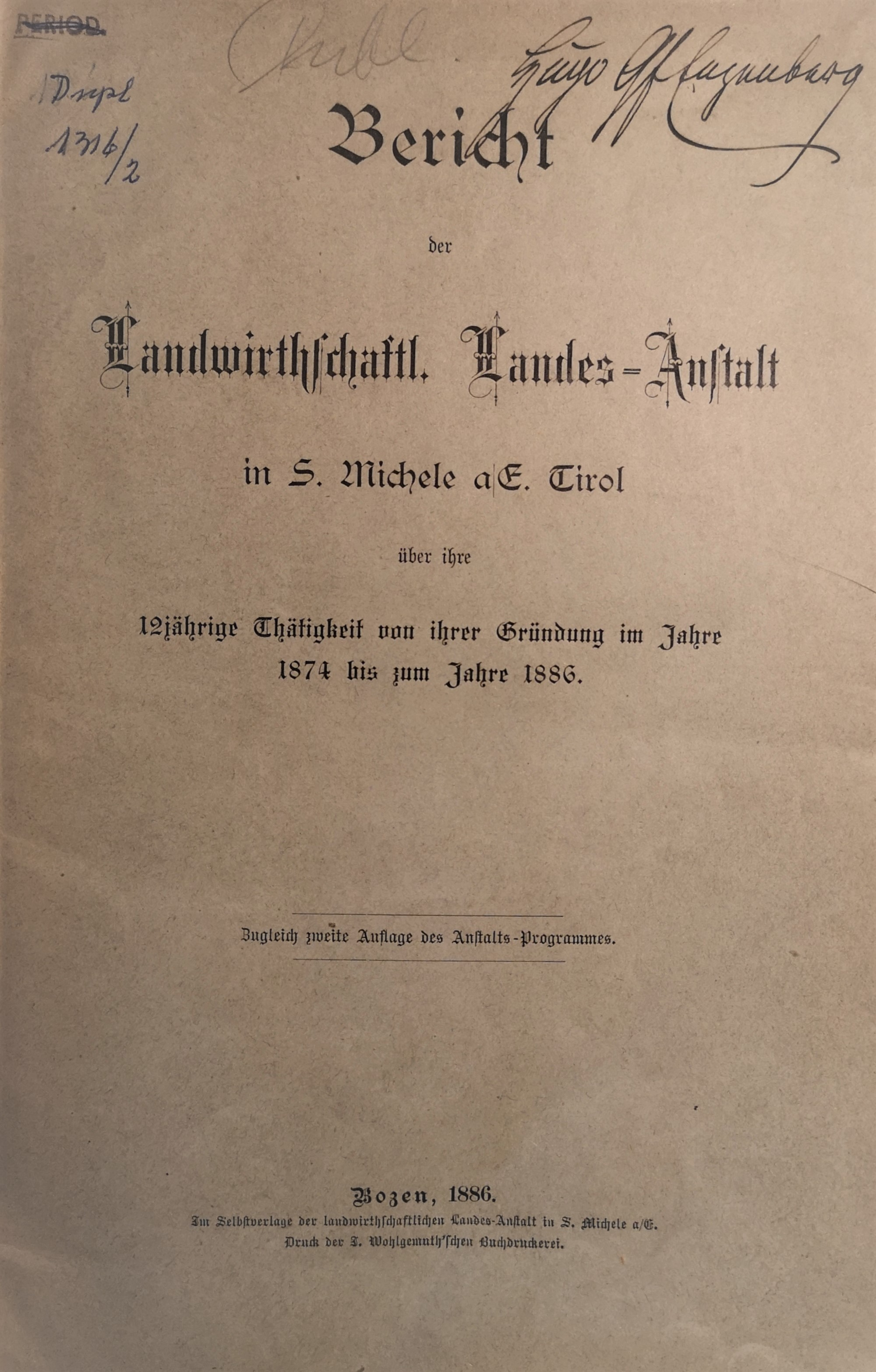
Copertina dei rendiconti dell'Istituto, stampati da J. Wohlgemuth a Bolzano 1886

Il primo direttore dell'Istituto è il chimico ed enologo austriaco Edmund Mach, dal quale prende il nome l'attuale Fondazione Edmund Mach. Egli è inviato dalla Dieta di Innsbruck a San Michele all'Adige nel 1873 per fondare la scuola e dirige l'Istituto fino al 1899, quando viene nominato consulente tecnico agrario al Ministero dell'Agricoltura di Vienna. La scelta non è facile e ci vogliono tre anni prima di designarlo come direttore: uno dei motivi per il quale è scelto è la sua ottima conoscenza dell'italiano (dovuta al fatto che sua madre è nativa di Bergamo). Egli, inoltre, è indicato dal dott. A. Zuchristian, direttore della rivista di viticoltura Weinlaube, in stretto contatto con l'istituto di Klosterneuburg e con il suo direttore von Babo (di cui Mach aveva sposato la figlia).
Possedeva una vasta conoscenza nel campo della scienza del suolo, dei fertilizzanti, della nutrizione delle piante ed ottiene importanti risultati nella ricerca riguardante le pratiche agricole utilizzate nel miglioramento della qualità del vino e della frutticoltura in Alto Adige.
Il luogo della sua sepoltura rimane ignoto fino al 2009, quando si scopre che è stato sepolto nel cimitero più grande di Vienna, il Zentralfieldhof. Una delegazione della Fondazione Edmund Mach vi si è recata nel 2011 per onorare la tomba del suo fondatore; sulla stessa è stata posta, nell'occasione, una targa commemorativa.

#### Nasce il Consiglio di agricoltura
Durante gli anni settanta dell'Ottocento ha inizio il fenomeno dell'immigrazione dall'Europa in America: la situazione economica è pessima. Il settore agricolo è quello più in crisi; ci sono numerose inondazioni e si diffondono nuove patologie delle piante come l'oidio, la peronospora e la fillossera. Anche altri ambiti come quello serico, quello della lavorazione delle pelli e quello della produzione di chiodi, si trovano in difficoltà.
Per far fronte a questi problemi il governo austro–ungarico l'8 novembre del 1881 emana una legge che istituisce il Consiglio Provinciale d'Agricoltura, un ente che riceve fondi dal Ministro dell'Agricoltura e dalla Giunta Provinciale. Esso ha il compito di promuovere innovazioni in campo agricolo, collaborando con gli istituti di San Michele e Rotholz.
Il Consiglio Provinciale d'Agricoltura è diviso in due sezioni: una a Innsbruck e una a Trento (1881). 
La sua prima attività, e forse la più popolare, è quella della distribuzione di sementi, concimi, alimenti alla popolazione colpita dall'inondazione del 1882. In un secondo momento il Consiglio aiuta il settore serico anch'esso in serie difficoltà a causa sia della "pebrina" o "nosematosi", una malattia che distrugge la produzione dei bachi da seta, sia della concorrenza sul mercato delle sete provenienti dall'Oriente. In questo caso il Consiglio d'Agricoltura istituisce un "Comitato bacologico" che fa una selezione dei semi da bachi da seta infetti separandoli da quelli sani.
Allo scopo di promuovere e migliorare le produzioni agricole e le condizioni di vita degli agricoltori in tutto il Trentino nascono i Consorzi agrari distrettuali. Sono distribuiti nelle valli e sono 27 dislocati nei paesi di Ala, Arco, Borgo, Cavalese, Cembra, Civezzano, Cles, Condino, Fassa, Fondo, Ledro, Levico, Lizzana, Malé, Mezzolombardo, Mori, Nogaredo, Pergine, Primiero, Riva del Garda, Segonzano, Santa Croce, San Michele all'Adige, Strigno, Tesino, Tione, Vezzano.
In questi primi anni d'attività l'Istituto agrario non partecipa e non effettua grandi innovazioni in campo agricolo: deve restaurare la struttura dell'ex convento e rimodernare l'azienda.
Il direttore Edmund Mach, che partecipa alla Giunta permanente del Consiglio provinciale, stringe degli accordi con il Consiglio Provinciale d'Agricoltura e i Consorzi Agrari distrettuali e impegna l'Istituto in iniziative di informazione e diffusione tramite la stampa periodica. Nasce il Bollettino dell'agricoltura, pubblicazione distribuita mensilmente ai contadini con consigli e informazioni sulle pratiche colturali più corrette da effettuare in quella stagione. Inoltre ogni anno l'Istituto pubblica un annuario, l'Almanacco agrario, contenente informazioni e tabelle sull'andamento meteorologico, i costi delle sementi e dei prodotti, oltre a brevi saggi sulle pratiche agronomiche e consigli per gli agricoltori. Non mancano certificazioni e ricerche, in particolare sulla fillossera e la peronospora, fatte dalla Stazione Sperimentale. Ancora più importante è la diffusa attività di istruzione ai contadini tramite le lezioni dei maestri delle scuole popolari e i "docenti ambulanti". 
Tra i più prolifici divulgatori e formatori fu Francesco Gerloni, dal 1880 nominato docente straordinario per bachi e apicoltura presso l’Istituto agrario, incarico che svolse con “instancabile attività”
All'insegnamento scolastico affiancò un'intensa attività di divulgazione e formazione degli apicoltori in tutto il Trentino, sia attraverso incontri e conferenze della  Cattedra ambulante di agricoltura, sia attraverso numerosi scritti pubblicati non solo sull' "Almanacco agrario" ma anche sul "Bollettino della Sezione di Trento del Consiglio provinciale d'agricoltura pel Tirolo, dei Consorzi agrari distrettuali e dell'Istituto agrario provinciale di S. Michele"; inoltre, nel 1890 diede alle stampe il "Trattato di apicoltura razionale",  mentre è del 1900 il "Trattato di apicoltura", cui seguirono l'edizione in tedesco nel 1902 e la seconda edizione nel 1912.
Nel 1923 il Consiglio Provinciale d'Agricoltura diventa il "Consiglio agrario Provinciale"; questo organo è di tipo fascista e ha gli stessi compiti affidati in precedenza.
Nel 1924 in ogni provincia viene stabilito un "Consiglio agrario Provinciale".
I Consigli agrari Provinciali sono divisi in 4 sezioni: economia, agricoltura, foreste e istruzione agraria.
Il Consiglio Provinciale d'Agricoltura negli anni successivi viene accorpato all'organo del Consiglio Provinciale dell'economia, perdendo potere, e in un secondo momento negli anni Trenta si unisce al Consiglio Provinciale delle Corporazioni. Durante questo periodo l'agricoltura, a causa dei problemi economici dell'Istituto agrario di San Michele, viene sostenuta dalla Cattedra Ambulante, ovvero da persone che forniscono insegnamenti e assistenza tecnica.

#### 1878: nasce Rotholz
Sin dal principio il livello di difficoltà dell'attività dell'Istituto agrario si presenta alto e il lavoro svolto non sufficiente per migliorare la tecnica e la cultura agricola nel Land Tirolo. Uno dei motivi di ciò risiede nel fatto che l'istituto si trova in una zona soggetta alla viticoltura a differenza del Tirolo che è prettamente volto all'allevamento e alla faraggicoltura. Per ovviare a questo problema nasce nel 1878 a Rothholz l'istituto agrario provinciale per l'economia montana e la zootecnia. Quest'ultimo non dispone, però, di una stazione sperimentale, motivo per cui quella di San Michele deve servire tutto il territorio tutelando gli interessi di tutti i settori agricoli.

#### Le cattedre ambulanti
Con l'inizio dell'attività dell'istituto agrario di Rotholz, si sviluppa una significativa esperienza: quella dell'istruzione ambulante. Il primo curatore di questa attività è Adolf Trientl. Essa viene poi migliorata negli anni settanta. Questo tipo di istruzione porta l'innovazione e l'insegnamento in mezzo agli agricoltori con l'introduzione di "docenti ambulanti", che si impegna per rinnovare un mondo, quello agricolo, molto conservatore. La lezione tipica è composta da conferenze tenute prima o dopo la Messa, con discussioni tra coltivatori e insegnanti, e molto spesso si conclude con una dimostrazione pratica a seguito di queste accese discussioni. La fiducia costituitasi tra insegnanti e coltivatori introduce nuove tecniche e nuovi consorzi. A San Michele la cattedra ambulante, con il compito di sviluppare e diffondere l'istruzione ambulante, è affidata al dottor Osvaldo Orsi, futuro direttore dell'Istituto.

### 1900-1918

#### La scuola agraria dal 1900 al 1914
I primi anni del 1900 sono per l'Istituto fonte di grande cambiamento: nel 1899 Edmund Mach rassegna le dimissioni (e due anni dopo muore prematuramente), così come Giuseppe Samek. È proprio Mach il docente effettivo, fin dalla fondazione, di agronomia, zootecnia e caseificazione. Viene sostituito, da Karl Portele, che rimane in carica fino al 1902 ed è assistente aggiunto della Stazione Sperimentale di San Michele. È poi nominato, nel 1902, Consigliere aulico presso il Ministero dell'Agricoltura. Viene a sua volta sostituito da Karl Mader, che diventa docente di viticoltura, lasciando la cattedra di frutticoltura a Luigi Maier, che la conserva fino al 1910. Nel 1902 il direttore della Stazione Sperimentale diventa Josef Schindler che è anche assistente e docente di enologia e chimica agraria fino al 1918. Dopo la partenza di Samek la cattedra di agronomia e zootecnia è occupato da Ernesto Binder, Luca Singler e da Scipione de Schulthaus. Mader lascia nel 1909, è l'ultimo direttore dell'Istituto sotto l'Impero austro-ungarico diventa il docente di enologia J. Schindler. La cattedra di viticoltura viene occupata invece da Giuseppe Mader. Nonostante ci siano professori molto preparati, l'Istituto vive anni d'instabilità causati dal continuo cambiamento di dirigenza, che non consente il buon funzionamento dell'attività scolastica. Nel periodo che corre fino alla Prima Guerra Mondiale, la scuola vive una fase di stallo eccetto che per il graduale aumento degli studenti e la presenza di nuovi corsi speciali come quello per l'innesto della vite, la coltivazione degli alberi da frutto e altri. L'idea di aggiungere a fianco del corso biennale un corso superiore non ha molti sostenitori e quindi il progetto viene accantonato. Assieme ai vecchi corsi speciali accelerati, ne sono istituiti altri come un corso di viticoltura moderna (nel 1903), soprattutto in prevenzione della fillossera, un corso di economia domestica (nel 1912/1913) e infine corsi di utilizzazione della frutta e di pollicoltura (nel 1913).
Il numero degli studenti diplomati a San Michele nei primi del Novecento è in media di 30 ogni anno. Tra gli iscritti non risultano esserci donne fino al 1914.

#### La stazione sperimentale dal 1900 al 1914
Agli inizi del Novecento la stazione sperimentale dell'Istituto porta avanti ricerche in ambito agricolo, per aumentare le conoscenze scientifiche a livello regionale. I ricercatori eseguono studi riguardanti le tecniche di concimazione di frutteti e vigneti, la difesa contro malattie e parassiti delle piante e l'innovazione di utensili e macchine in campo agricolo. Importanti sono anche le ricerche in ambito zootecnico per migliorare l'alimentazione dei bestiami ed utilizzare migliori tecniche di concimazione dei campi.
Nello specifico la stazione sperimentale si impegna a trovare rimedi per combattere la pellagra, una malattia che colpisce l'uomo dovuta alla mancanza di vitamina B a causa di un'alimentazione prevalentemente a base di mais, studia le tecniche di allevamento in gelsicoltura e bachicoltura, ma soprattutto si impegna per contrastare l'arrivo della fillossera dall'America che, all'inizio del secolo, distrugge i vigneti non solo in Italia, ma anche a livello europeo. Contro la fillossera l'Istituto provvede subito a istruire personale e ricercatori al fine di trovare una soluzione al problema. Si prova inizialmente a trattare il terreno con solfuro di carbonio, senza però ottenere alcun risultato, fino a che dopo pochi anni viene trovata la soluzione innestando l'apparato radicale della vite americana con la parte aerea della vite europea. Immediato è l'aggiornamento dei vivai, che iniziano subito a produrre barbatelle innestate con le due diverse specie di vite, e la viticoltura inizia così a riprendersi.
In questo periodo inoltre il numero di ricercatori della stazione sperimentale aumenta significativamente, come aumenta il numero di analisi che vengono richieste dagli agricoltori. Vengono analizzati campioni di terreno, di latte, di frutta, di vino, di birra, di concimi e foraggi, che sono eseguiti spesso gratuitamente, ma in caso di rilievi dettagliati con ingenti perdite di tempo, vengono accompagnati da modiche tasse.

#### Gli anni della guerra
L'Istituto durante gli anni della grande guerra è adibito a ospedale e caserma e sono sospese le attività della scuola e della stazione sperimentale. Nel 1918 la scuola, la cantina, i magazzini e la stalla, nella quale nel 1918 si troveranno solo tre vacche e una giovenca, sono saccheggiati e in parte distrutti da soldati e dalla popolazione che soffre la fame.
Vengono a mancare ingenti quantità di prodotti realizzati o collezionati dall'istituto come vino, cognac e acquavite.
Viene asportata una raccolta importante di vini vecchi che raccoglie tutti i diversi prodotti della scuola dal 1880.
Anche il convento e l'orto ad esso adiacente vengono depredati, come anche le collezioni e i preparati del museo, che però saranno recuperati, seppur gravemente danneggiati. La stima finale ipotetica dei danni provocati dalla guerra è di mezzo milione di corone.

### Il primo dopoguerra

#### L'Istituto in Italia
Negli anni immediatamente successivi alla fine della prima guerra mondiale, dopo il saccheggio da parte dei soldati austriaci in ritirata, nei primi giorni di novembre del 1918, l'Istituto Agrario riavvia l'attività, richiamando il personale e nominando una Commissione di vigilanza con lo scopo di accelerare la ricostruzione. Sia la scuola che la stazione sperimentale subiscono un ricambio di personale. Viene nominato direttore Osvaldo Orsi, docente dal 1886 e dal 1909 in sostituzione del dottor J.Schindler. Anche le principali cattedre della scuola vedono cambiamenti: in quella di viticoltura, in pochi anni, si succedono i professori Dalmasso, Cacciatore, Zanotti; in frutticoltura diventa docente Giglio Boni; in zootecnia ed agronomia Rindo Springhetti; in enologia il professor Carlo de Gramatica jr.; in fisica e meteorologia l'insegnante Camillo Marchi e in economia rurale, computisteria e cooperazione agraria il dottor Giuseppe Ruatti. Per il caseificio, nel 1921, si trova l'ingegner Socrate Gilberti.
Con il Trattato di Saint Germain (10 settembre 1919) e la successiva annessione (26 settembre 1919) l'Istituto è passato all'Italia e per essa è ora amministrato dalla Provincia (essa esercita le funzioni amministrative che prima erano della giunta della Dieta di Innsbruck).

#### La scuola
Nella scuola c'è una ripresa parziale e in sordina delle attività. Prevalgono ora gli studenti di lingua italiana (si contano 7 altoatesini su 51 iscritti) e la lingua usata durante le lezioni è l'italiano. Si comincia a discutere di riforma dell'insegnamento (che avverrà nell'autunno del 1922) perché se prima l'obiettivo degli alunni frequentanti i corsi all'Istituto era prevalentemente quello di ritornare nelle aziende di famiglia, ora una parte di essi aspira a un posto direttivo non solo nell'azienda propria ma anche altrove e dunque c'è la necessità di formare buoni tecnici con capacità organizzative e imprenditoriali.

#### La stazione sperimentale
Nel dopoguerra l'Istituo agrario ricostruisce la stazione sperimentale e l'azienda agricola. Viene risistemata la stalla e sono introdotti 40 bovini oltre ad alcuni cavalli, suini e muli. Vengono rimessi in produzione i vigneti (già dal 1919-20 dopo l'abbandono dovuto alla mancanza di manodopera e al diffondersi della fillossera) utilizzando esemplari innestati su vite americana, specie resistente a questi insetto. La collezione ampelografica, che prima della guerra contava circa 500 varietà provenienti dall'Austria-Ungheria e dalla Germania, e che nel 1919 era ridotta a 350 varietà, ora si va ricostituendo con l'arrivo di varietà italiane. Nel 1920 viene rimessa in sesto anche la cantina e vengono aggiunti due locali: uno adibito a bottaia, l'altro per l'invecchiamento del cognac. Inoltre viene aggiunta una tettoia sul piano sovrastante per la lavorazione dell'uva in vasche di cemento. La cantina inizia a fornire vini da pasto e vini di alta qualità come il Rosso San Michele e il bianco Fontane d'oro, venduti in fiaschi all'uso toscano. Ci sono poi vini dolci come il Vino Santo e il Moscato dolce.
Gli alberi da frutto messi a dimora aumentano le varietà. Il gelso viene attaccato da una cocciniglia, la Diaspis pentagona, che si combatte con la propagazione del suo nemico naturale, la vespetta Prospaltella Berlesei (si scopre grazie alle ricerche del dottor Orsi).
Ma le risorse finanziarie sono poche e le attività funzionano in maniera ridotta. A dirigere la stazione sperimentale arriva l'ingegner de Gramatica, mentre al dottor Marchi è affidato lo studio sulle batteriologie agrarie.

#### Il direttore Osvaldo Orsi
Osvaldo Orsi si laurea alla scuola superiore di agricoltura di Milano e ottiene l'abilitazione all'insegnamento della viticoltura e della frutticoltura. Dal 1886 ottiene l'incarico di terzo docente tecnico a San Michele e diventa docente ambulante, insegnando soprattutto la lotta alla peronospora per la parte italiana del Tirolo, con il sostegno della sezione di Trento del Consiglio provinciale d'agricoltura. Nel 1909, con la direzione di Schindler, diventa vicedirettore. Durante il periodo bellico è confinato in Austria superiore nel campo di Katzenau.
Nel 1919, dopo l'annessione del Trentino all'Italia, è nominato direttore dell'Istituto di San Michele ed insignito della commenda della Corona d'Italia, «per le lotte lungamente e silenziosamente sostenute a difesa della nostra lingua» e «per l'amore diuturno, tenace alla nostra piccola patria e per quello per lungo tempo gelosamente serbato in fondo al cuore per l'Italia nostra». Stimato ed apprezzato per la sua dirittura morale, conserva sempre la sua passione di divulgatore maturata nella precedente attività di cattedratico ambulante, e alterna le mansioni di direttore con dei frequenti incontri sul campo. "Papà Orsi", come viene chiamato, lascia la direzione dell'Istituto nel settembre del 1928, dopo 43 anni di lavoro assiduo e fecondo. Il suo successore è il professor Enrico Avanzi. Numerosi sono i suoi articoli, pubblicati soprattutto sul Bollettino d'Agricoltura e sul'Almanacco agrario, riguardanti la viticoltura e le malattie della vite, ma anche altri argomenti come la lotta biologica con la Prospaltella Berlesei contro la cocciniglia del gelso. Trascorre gli ultimi anni di vita ancora presso l'Istituto di San Michele svolgendo volontariamente incarichi di ricerca riguardanti la selezione delle sementi. Muore nel 1945.

### L'Istituto durante il Fascismo

#### La scuola: la riforma del 1922
Il carattere centralistico del fascismo si ripercuote anche sull'Istituto. Dal 1923, quando è estesa alla provincia di Trento la legge provinciale dei regni d'Italia, anche l'Istituto viene sradicato dal terreno autonomo su cui è nato. Alla fine del 1923 un decreto legge disciplina infatti l'ordinamento dell'istruzione agraria media per tutto il Regno e nel 1926, (Regio Decreto del 29 luglio 1926, n. 1415) si istituisce un Consorzio tra Stato e Provincia di Trento per il funzionamento dell'Istituto Agrario di San Michele all'Adige e dell'annessa Stazione Sperimentale. Rimarrà in vigore fino all'emanazione della nuova Legge provinciale n.28 del 5 novembre 1990.
Il Consorzio, che ha personalità giuridica, è posto sotto la vigilanza del Ministero dell'economia nazionale. La scuola diventa una Scuola Agraria Triennale Consorziale, i cui contenuti dell'insegnamento e l'ordinamento didattico sono proposti dal Consiglio Agrario
Provinciale, mentre il regolamento organico e disciplinare deliberato dal Consiglio di Amministrazione dell'Istituto è sottoposto
all'approvazione del ministero dell'Economia Nazionale.
Anche la stazione sperimentale è soggetta al coordinamento nazionale come tutti gli altri istituti Sperimentali del Regno. Lo Stato poi si impegna a contribuire alle spese per il funzionamento dell'istituto e della stazione sperimentale nella misura di 1:2 rispetto al contributo della Provincia, la quale concede anche l'uso degli edifici e affida al Consorzio l'amministrazione dei beni costituenti l'azienda agricola.
Ancora nel 1922 la scuola avvia una riforma che trasforma il vecchio corso biennale nel nuovo corso triennale perché si uniforma alla legge nazionale sul riordino dell'istruzione tecnica e diventa una "scuola media tecnica ad indirizzo agrario del regno" legalmente riconosciuta. Il corso triennale serve ad impartire agli studenti un'istruzione professionale che comprenda tutti gli indirizzi dell'agricoltura, con un riguardo speciale per la viticoltura, l'enologia e la frutticoltura. Inoltre l'istituto avvia un corso semestrale invernale per contadini.
Gli Alunni si dividono in ordinari interni (ossia quelli che hanno vitto e alloggio nell'Istituto e sottostanno al regolamento interno); ordinari esterni (quelli che non abitano nell'Istituto ma frequentano le lezioni e i lavori pratici sottostando a uno speciale regolamento) e infine in uditori o ospiti (adulti aventi già una buona formazione scolastica, che vogliono istruirsi solo in singole materie o assistere ai lavori pratici, ad essi è richiesto di mostrare un contegno in tutto corrispondente agli ordini del direttore).
Per essere ammessi si deve avere come minimo 16 anni di età, essere di sana costituzione fisica oltre a superare l'esame di ammissione, riguardante le materie delle scuole primarie (scrivere, leggere, contare). La domanda d'ammissione doveva essere stesa su carta da bollo (da Lire 2) e presentata assieme alla fede di nascita, all'attestato di licenza della scuola elementare, all'attestato medico di sana costituzione fisica e di assoluta esenzione da malattie polmonari e cutanee, e infine al certificato di vaccinazione (ciascuno con bollo da 50 centesimi).
Gli alunni interni devono pagare 200 lire di retta mensile e 50 lire di tassa d'ammissione; inoltre devono munirsi di almeno 5 camicie, 4 paia di mutande, 2 camiciotti da lavoro, 12 fazzoletti, 2 grembiuli, 6 paia di calzetti, 4 asciugamani, 2 paia di scarpe, 4 tovaglioli, 2 vestiti e infine del materiale scolastico e di quello per la pulizia personale.
Il corso regolare di tre anni, inizia verso metà settembre e finisce verso metà luglio, con un orario giornaliero di questo tipo: dalle 6 alle 7:30 si studia, dalle 8 alle 12 si fanno lezioni teoriche scuola, dalle 13 alle 16 in inverno e dalle 14 alle 17 in estate vi sono i lavori pratici, infine dalle 17 alle 19 c'è l'ultima ora dedicata allo studio.
L'istituto gode allora di un vasto podere sperimentale, che costituisce il mezzo didattico migliore. L'azienda inoltre offre alla scuola ciò di cui ha bisogno (compresa la compravendita di attrezzi e macchine), e le industrie agricole annesse alla principale, ossia la cantina, il caseificio, la stazione sperimentale, la stalla e la stazione per il controllo semi offrono ogni giorno a docenti e studenti esperienze lavorative e sperimentali.
Gli studenti possono godere inoltre dell'aiuto della biblioteca, delle collezioni, dei modelli e del museo. La biblioteca offre agli studenti 200 volumi di natura soprattutto agricolo-scientifica, mentre i docenti possono avvalersi di circa 6000 volumi aventi come contenuto tutte le varie ramificazioni dell'agricoltura. Il museo contiene tra le più varie collezioni, che vanno dagli animali utili o dannosi per le piante agli scheletri di bovini o equini.
Il corso invernale semestrale per contadini ha lo scopo di approfondire le conoscenze degli alunni mediante le nozioni fondamentali dell'agricoltura, in modo che sappiano coltivare con maggior profitto i loro campi. Per essere ammessi devono avere 16 anni d'età e avere riportato una buona valutazione alle scuole elementari. Il corso si divide in un primo periodo invernale con 4 ore di lezione al giorno, e in un secondo periodo primaverile con 2 ore al giorno. I frequentanti devono pagare la retta mensile di 150 lire, e a fine corso viene dato a loro un attestato di frequenza.
Il programma generale d'insegnamento prevede le seguenti materie, divise per corsi:
- I corso: Religione, Lingua italiana, Storia e Geografia, Aritmetica e Geometria, Disegno, Zoologia, Botanica (Morfologia), Fisica e Meteorologia, Chimica generale, Agronomia.
- II corso: Religione, Lingua italiana, Aritmetica e Agrimensura, Zoologia, Botanica, Mineralogia, Chimica generale, Chimica agraria, Agronomia, Viticoltura, Enologia, Frutticoltura, Bachicoltura, Apicoltura e Orticoltura.
- III corso: Religione, Scritture d'affari, Contabilità agraria ed Estimo, Viticoltura, Enologia, Frutticoltura, Zootecnia e caseificio, Veterinaria, Economia rurale, Selvicoltura, Nozioni di diritto e cooperazione agraria.

Le ore di lezione totali sono 48 (24 per semestre) nei primi due corsi, mentre il terzo ed ultimo corso prevede 50 ore totali di lezioni (25 per semestre).

#### La Stazione Sperimentale
Durante il periodo fascista la stazione sperimentale risente delle ristrettezze generali di quel periodo, trovando principalmente appoggio nei contributi straordinari da parte del Ministero dell'Agricoltura e Foreste, per puntare comunque a una sperimentazione di alto livello. Ad aggravare la situazione economica c'è inoltre il bilancio negativo dell'azienda dell'Istituto, che viene però coperto dalla Provincia. Nel 1926 la stazione sperimentale diventa un consorzio fra Trento e lo Stato (Regio Decreto 29 luglio 1926, Gazzetta Ufficiale del Regno d'Italia, 30 agosto 1926), ma già nel 1928, con Enrico Avanzi, diventa una stazione agraria sperimentale pari alle altre presenti nello Stato.
Durante questi anni lo studio si concentra principalmente su prodotti alimentari e concimazioni: durante il periodo fascista si può usufruire solamente di prodotti fatti in Italia ed è necessario quindi aumentare la produzione agricola, specie cerealicola. A questo scopo si cercano nuove concimazioni a base di fosfati e azotati per il grano. Riguardo al settore viticolo, vengono compiute ricerche sull'influenza che avrebbe apportato l'innesto americano sui vini prodotti con viti innestate (innesti resi necessari dalla lotta alla fillossera): risulta che il Teroldego e il Negraro accusano i danni maggiori, con perdite di aromi e corpo molto consistenti. Vengono fatte anche ricerche su nuove varietà di viti. In questo frangente va ricordato Rebo Rigotti, uno dei grandi genetisti italiani dell'Ottocento, che ha concentrato i suoi studi sull'incrocio di varietà produttive per varietà fini. È il padre della varietà Rebo, ottenute dall'incrocio fra le uve di Teroldego e di Merlot.

### Il secondo dopoguerra

#### La scuola
Tra il 1944 e 1945 le attività scolastiche sono interrotte; in questo periodo l'istituto è affidato al presidente della Provincia Autonoma di Trento, l'on. Pietro Romani.
Nel 1946 si rinnova il Consiglio di amministrazione che elegge come presidente il comm. Giulio Catoni, come vicepresidente il professor Antonio Mayer e come direttore il dottor Carlo de Bonetti. Questi anni sono molto difficili per le casse dell'istituto che devono continuamente sollecitare il Ministero dell’Istruzione perché mantenga i suoi impegni finanziari. La Presenza degli studenti è molto scarsa a causa dei costi elevati della retta scolastica e della difficoltà del test di ammissione che prevede una sufficiente preparazione nella lingua tedesca.
Tra il 1947 e 1948 la scuola può contare 65 alunni, con una retta scolastica mensile di 12000 Lire.
Con la legge costituzionale del 26 febbraio del 1948, n.5 che costituisce in regione autonoma il Trentino Alto Adige, l'Istituto Agrario di San Michele all'Adige si ricolloca nelle competenze e nei poteri degli organi della Provincia Autonoma di Trento.
Nel 1949 l'Istituto subisce la perdita del direttore Carlo de Bonetti, sostituito da Silvio Bonetti. Nello stesso anno il presidente Giulio Catoni, ormai ottantenne, si dimette sostituito da Italo Tranquillini, assessore provinciale all'agricoltura; si rinnova il Consiglio di amministrazione.
Nel 1953 il presidente Italo Tranquillini è sostituito da Luigi dalla Rosa, nuovo assessore. Durante questi anni si instaura uno stretto legame tra l'Istituto e la Giunta provinciale, tale per cui i cambiamenti in Consiglio e in Giunta provinciale hanno ripercussioni anche sugli organi dell'Istituto. Va ricordato che la Provincia di Trento è l'unico ente a sostenere l'Istituto (stanziando 322.965.720 Lire annue) a causa del taglio dei fondi operato dallo Stato. I fondi dell'Istituto provengono ora per i due terzi dalla Provincia Autonoma di Trento e per un terzo dal Ministero dell'istruzione.

#### La stazione sperimentale
Dal 1946 al 1950 il lavoro riprende lentamente grazie ai fondi, anche se molto modesti, che arrivano dal Ministero dell'Agricoltura e Foreste e per interesse del prof. Giulio Catoni (allora presidente dell'istituto). Solo nel 1949, quando la regione diventa autonoma, l'Istituto ottiene una valorizzazione da parte delle autorità, in modo da poter intensificare le attività didattiche.
Dal 1945 al 1952 si attua un fondamentale miglioramento genetico della patata, dei cereali, della vite e delle altre piante da frutto. Oltre al miglioramento genetico vengono fatti lavori riguardanti concimazioni e produzione di seme. Vengono approfonditi gli studi sulle malattie delle piante e i rispettivi mezzi per combatterle, si ampliano le ricerche in campo zootecnico, enologico e caseario. In seguito vengono attrezzati in parte il laboratorio chimico e batteriologico, che collaborano alla sperimentazione e viene ultimato l'Osservatorio meteorologico.
I lavori riguardanti le piante erbacee si conducono in zone diverse, suddivise in base alle caratteristiche pedoclimatiche, che meglio rispondono a specifici scopi. Ad esempio sul Bondone si fanno esperienze su foraggere e cereali, mentre in Sella della Valsugana sulla patata. L'attività sperimentale viene affidata al personale della stazione e ai docenti della scuola per le specifiche branche di insegnamento. La Stazione Sperimentale cerca di migliorare la patata incrociando tra loro la flora spontanea e semi spontanei delle regioni Andine con le migliori razze europee, intervenendo anche con la concimazione delle foraggere e selezionando circa 40 specie spontanee delle zone alpine con l'obbiettivo di produrre il seme per il miglioramento del prato-pascolo alpino. Lavora inoltre sulle specie ortensi selezionando le specie più comuni per la costituzione di orti familiari e montani, e sulle colture legnose. Per melo, pero, pesco e vite vengono effettuati 71 incroci per migliorare le caratteristiche organolettiche e la resistenza del grappolo. La Stazione Sperimentale nel 1954 effettua anche prove di alimentazione dei vitelli.

#### La scuola con l'arrivo di Bruno Kessler
Verso la fine degli anni Cinquanta si assiste ai primi segnali di risveglio dell'Istituto.
Nel 1957 Bruno Kessler, assessore alle finanze (e dal 1960 anche presidente della Giunta provinciale) viene eletto presidente dell'Istituto agrario. Rimarrà in carica per più di venti anni, fino al 1978
Nel 1958 Kessler inoltra la domanda al ministero per poter aprire a San Michele un Istituto Tecnico Agrario non statale, legalmente riconosciuto, cioè una scuola media superiore della durata di cinque anni e che al termine degli studi prevede un esame che conferisce il titolo di perito agrario. Nel 1960 si orienta la scuola verso una specializzazione in viticoltura ed enologia, aggiungendo un sesto anno al corso tradizionale quinquennale.
Sempre in quegli anni viene assunto come direttore del laboratorio Franco Defrancesco (chimico proveniente dal laboratorio d'igiene di Trento). Egli inizia gli esperimenti che portano alla nascita del vino Castel San Michele, frutto di un uvaggio di Merlot, Cabernet franc e Cabernet Sauvignon. (Il presidente Bruno Kessler fissa il prezzo a mille lire e non ne rimane neanche una bottiglia). Franco Defranceso apporta, inoltre, dei miglioramenti al laboratorio, il che consente un aumento delle analisi e delle ore di lavoro.
Nel 1960-61, accanto all'Istituto tecnico agrario, prende avvio l'Istituto professionale per l'agricoltura, che porta avanti la tradizione della vecchia Scuola tecnica agraria a pratica biennale. I corsi hanno la durata di due anni, più uno di specializzazione scelto tra viticoltura ed enologia, frutticoltura, zootecnia e meccanica agraria. Al termine del corso gli studenti ottengono un attestato di "esperto coltivatore". La scuola fornisce una preparazione agli studenti in modo che al termine del percorso tornino all'azienda familiare.
A metà degli anni Sessanta l'Istituto tecnico conta circa 200 studenti; negli anni 1970-1971 gli iscritti sono 300 e viene introdotto il numero chiuso per gli studenti in entrata: 50 alunni da suddividere in due prime. Negli anni Sessanta la rosa degli studenti è costituita prevalentemente da ragazzi provenienti dalla Val di Non, dalla Valle dell'Adige, dalle valli di Fiemme, Valsugana e dall'Alto Adige. La gran parte degli studenti pernotta presso il convitto, gestito dalle suore.
Durante l'inverno è possibile partecipare ad una scuola di caseificio della durata di tre mesi. Successivamente questo corso viene chiuso per mancanza di alunni e la soppressione delle piccole stalle.
Nel corso degli anni Sessanta iniziano inoltre i gemellaggi con le scuole agrarie della Baviera a Kempten-Allgäu (tirocini presso le famiglie) Forcheim (tirocini con lezioni di tedesco due volte a settimana).
Preside della scuola dal 1958 è il prof.Giovanni Manzoni; nel 1970 assume anche il ruolo di Direttore della struttura fino al 1985.
Nel 1963 l'Istituto Agrario viene riconosciuto con equiparazione del titolo di studio.
Accanto all'Istituto nasce in questi anni il Museo degli usi e costumi della gente trentina, affidato a Giuseppe Šebesta.
Nel 1967, in seguito all'aumento del numero degli studenti, si decide di costruire un nuovo complesso scolastico, progettato ed edificato accanto al vecchio monastero. Esso comprende, oltre alla scuola, anche il laboratorio chimico, che sotto la direnzione del professor Franco Defrancesco assume dimensioni e rilievo sempre maggiori.
Nel 1977 viene aperta una sezione staccata nel comune di Cles (Val di Non).
Durante il 1978 Bruno Kessler si dimette dalla carica di Direttore per incompatibilità con altre cariche. Gli succede Enrico Bolognani che nel 1984 viene sostituito da Bettini.

#### La stazione sperimentale 2
Nel quinquennio 1955-1960 la stazione sperimentale si dedica al miglioramento qualitativo della produzione foraggera per il potenziamento zootecnico, alla frutticoltura e alla viticoltura per le quali si impone la scelta varietale e la tipizzazione dei prodotti in vista del Mercato comune europeo. La stazione si concentra anche sulle prove di nuovi anticrittogamici per peronospora e oidio della vite, preparato contro la muffa dell'uva, con l'uso della concimazione con urea per via fogliare. È in continuo miglioramento genetico la patata e si fanno sperimentazioni sui fruttiferi.
La stazione sperimentale contribuisce inoltre al completamento della Carta viticola della provincia di Trento. Solo nel 1970 inizia di nuovo la pubblicazione di Esperienze e ricerche. Da questo momento la stazione sperimentale diventa regionale e ha il compito di assistere con la sperimentazione gli agricoltori delle provincie di Trento e Bolzano.
La stazione sperimentale è suddivisa in otto sezioni che operano nei seguenti settori: frutticoltura, conservazione della frutta, zootecnia, viticoltura ed enologia, forestale, patologia, laboratorio chimico. In particolare, le sezioni di patologia e laboratorio chimico assistono le altre sei.
Quando la stazione riprende il suo lavoro nel 1964 ha pochissimo personale ed è priva di mezzi. La situazione migliora quando diventa regionale: si dota infatti di circa 13 ettari di terreno a Mezzolombardo e a San Michele di una sede circondata da circa 3 ettari.

### 1990-2007
Nel 1972 si istituisce il Nuovo Statuto dell'Autonomia della Provincia di Trento. La provincia acquisisce competenze in materia di agricoltura e foreste. Nel 1984 il presidente Ongari riorganizza l'ente, l'anno seguente il direttore Attilio Scienza contribuisce ad una forte accelerazione nel campo della ricerca e sperimentazione specie in campo viticolo-enologico. Nel 1988 avviene lo scioglimento del consorzio tra Stato e Provincia costituito nel 1926. Con la legge provinciale n. 28 del 5 novembre 1990 inizia il Nuovo Istituto Agrario.
La legge individua tre tipi di efficienza: produttiva, economica e organizzativa. I compiti dell'Istituto vengono così definiti: effettuare e promuovere attività di ricerca e sperimentazione scientifica, istruzione e formazione, servizi alle imprese del settore agro-alimentare, tutela del territorio. I compiti sono finalizzati alla crescita socio economica e culturale dell'agricoltura, nonché allo sviluppo agroalimentare e forestale con particolare riferimento alle interconnessioni ambientali e in armonia con la tutela del territorio.
L'Istituto viene pertanto diviso in:
- Centro scolastico: istruzione, formazione e aggiornamento del settore agricolo, ambientale e forestale.
- Centro sperimentale: laboratorio di analisi e ricerca, azienda di vari indirizzi produttivi e sperimentali.
- Centro assistenza: supporto e consulenza alle aziende agricole.

La legge prevede inoltre la fondazione di un'unità della genetica molecolare e il rinforzo dei contatti con il Ministero delle Politiche Agricole. La stazione sperimentale agraria e forestale diventa pertanto da regionale a provinciale.

### La Fondazione Edmund Mach
Nel 2008 il complesso viene trasformato in fondazione privata con capitale pubblico, in attuazione della legge provinciale della Provincia autonoma di Trento n. 14 del 2 agosto 2005, intestata al fondatore. Da allora l'Istituto è dunque parte della Fondazione Edmund Mach.

## Direttori
- Edmund Mach 1874-1899
- Karl Portele 1899-1902
- Karl Mader 1902-1909
- Josef Schindler 1909-1918
- Osvaldo Orsi 1919-1927
- Enrico Avanzi 1928-1941
- Camillo Marchi 1941-1944
- Carlo de Bonetti 1944-1949
- Silvio Bonetti 1950-1969
- Giovanni Manzoni 1974-1985
- Attilio Scienza 1985-1991
- Alessandro Dini 1º giugno 2002-15 novembre 2012
- Mauro Fezzi 1º ottobre 2012-31 agosto 2015
- Sergio Menapace 1º settembre 2015-24 settembre 2019
- Mario Del Grosso Destreri 25 settembre 2019-in carica

## Presidenti
- Andrea de Stanchina 11 gennaio 1927-8 giugno 1942
- Lino Bonomi 8 giugno 1942-20 ottobre 1946
- Giulio Catoni 20 ottobre 1946-28 ottobre 1949
- Italo Tranquillini 28 ottobre 1949-24 agosto 1953
- Luigi Dalla Rosa 24 agosto 1953-25 maggio 1957
- Bruno Kessler 25 maggio 1957-30 marzo 1978
- Enrico Bolognani 30 marzo 1978-4 maggio 1979
- Giulio Bettini 10 maggio 1979-11 aprile 1984
- Aldo Ongari 12 aprile 1984-7 luglio 1991
- Pietro Nervi 8 luglio 1991-8 dicembre 1991
- Geremia Gios 9 dicembre 1991-29 gennaio 1998
- Giovanni Gius 30 gennaio 1998-10 settembre 2009
- Francesco Salamini 11 settembre 2009-10 novembre 2014
- Andrea Segrè 26 febbraio 2015-23 febbraio 2020
- Mirco Maria Franco Cattani 24 febbraio 2020 -in carica